# چشم‌سفید لگام‌دار
چشم‌سفید لگام‌دار (نام علمی: Zosterops conspicillatus) نام یک گونه از سرده چشم‌سفید است.